# 14 tháng 2
Ngày 14 tháng 2 là ngày thứ 45 trong lịch Gregory. Còn 320 ngày trong năm (321 ngày trong năm nhuận).

## Sự kiện
- 820 – Đường Hiến Tông bị hoạn quan Trần Hoằng Chí ám hại, đánh dấu bắt đầu thời kì suy yếu của nhà Đường.
- 945 – Kinh thành Phúc châu của Mân xảy ra binh biến, Quốc vương Chu Văn Tiến và Tổng lục quân Liên Trọng Ngộ bị sát hại.
- 1400 – Richard II của Anh, quốc vương nước Anh, mất vì bị bỏ đói trong tù
- 1779 – Nhà thám hiểm người Anh James Cook bị người bản địa giết chết tại đảo lớn Hawaii.
- 1918 – Sau cách mạng tháng Mười Nga, Liên Xô bắt đầu sử dụng lịch Gregory, bộ lịch mới do Giáo hoàng Grêgôriô XIII đưa ra vào năm 1582 và sử dụng rộng rãi ngày nay.
- 1961 – Nguyên tố hóa học Lawrenci lần đầu tiên được tổng hợp tại phòng thí nghiệm phóng xạ Lawrence thuộc Đại học California tại Berkeley.
- 2005 – Tên miền của YouTube được kích hoạt, YouTube hiện là trang web chia sẻ video lớn nhất thế giới.
- 2011 – Cầu thủ bóng đá người Brasil Ronaldo tuyên bố từ giã sự nghiệp cầu thủ.
- 2012 – Hỏa hoạn trong nhà tù Comayagua tại Honduras khiến 358 tù nhân thiệt mạng, đây là hỏa hoạn nhà tù gây tử vong cao nhất trong lịch sử.

## Sinh
- 1368 – Sigismund, hoàng đế Đế quốc La Mã Thần thánh (m. 1437).
- 1867 – Toyoda Sakichi, doanh nhân Nhật Bản, người sáng lập tập đoàn Toyota (m. 1930).
- 1922 – Phạm Ngọc Thảo, điệp viên cho Quân đội Nhân dân Việt Nam (m. 1965).
- 1926 – Trần Văn Trung, Trung tướng Quân lực Việt Nam Cộng hòa
- 1934 – Neil Davis, phóng viên Úc (m. 1985).
- 1942 – Phạm Huỳnh Tam Lang, cầu thủ bóng đá Việt Nam (m. 2014).
- 1945 – Bạch Tuyết, nghệ sĩ cải lương Việt Nam.
- 1947 – Phạm Tuân, phi công, phi hành gia Việt Nam, người Việt đầu tiên du hành vũ trụ.
- 1951 – Kevin Keegan, cầu thủ, huấn luyện viên bóng đá Anh.
- 1971 – Sakai Noriko, ca sĩ, diễn viên Nhật Bản.
- 1983 – Bacary Sagna, cầu thủ bóng đá Pháp.
- 1985 – Philippe Senderos, cầu thủ bóng đá Thụy Sĩ.
- 1987 – Edinson Cavani, cầu thủ bóng đá Uruguay.
- 1988 – Ángel Di María, cầu thủ bóng đá Argentina.
- 1992 – Christian Eriksen, cầu thủ bóng đá người Đan Mạch.
- 1996 – Lucas Hernández, cầu thủ bóng đá người Pháp.
- 1997 – Jung Jae-hyun, ca sĩ người Hàn Quốc, thành viên nhóm nhạc NCT (nhóm nhạc)

## Mất
- 945
  - Liên Trọng Ngộ, tướng lĩnh nước Mân
  - Chu Văn Tiến, tướng lĩnh và quân chủ nước Mân
- 1400 – Richard II của Anh, quốc vương Anh (s.1367)
- 1779 – James Cook, nhà thám hiểm Anh (s. 1728).
- 1891 – William T. Sherman, tướng Liên bang miền Bắc trong Nội chiến Hoa Kỳ (s. 1820).
- 1943 – David Hilbert, nhà toán học Đức (s. 1862).
- 1998 – Albert Nguyễn Cao, Thiếu tướng Quân lực Việt Nam Cộng hòa (s. 1925).
- 2003 – Cừu Dolly, động vật có vú đầu tiên được nhân bản vô tính (s. 1996).
- 2006 – Đồng Đức Bốn, nhà thơ Việt Nam (s. 1948).
- 2021
  - Hoàng Dũng, nghệ sĩ người Việt Nam (s. 1956).
  - Nguyễn Tài Thu, giáo sư y học châm cứu người Việt Nam (s. 1931).
- 2023 – Toyoda Shoichiro, Chủ tịch tập đoàn Toyota (s. 1925)[1]

## Những ngày lễ và kỷ niệm
- Ngày Valentine (hay còn gọi là Lễ tình nhân)
- Ngày Bismarck (thiết giáp hạm Đức) hạ thủy